# Dennis Svensson

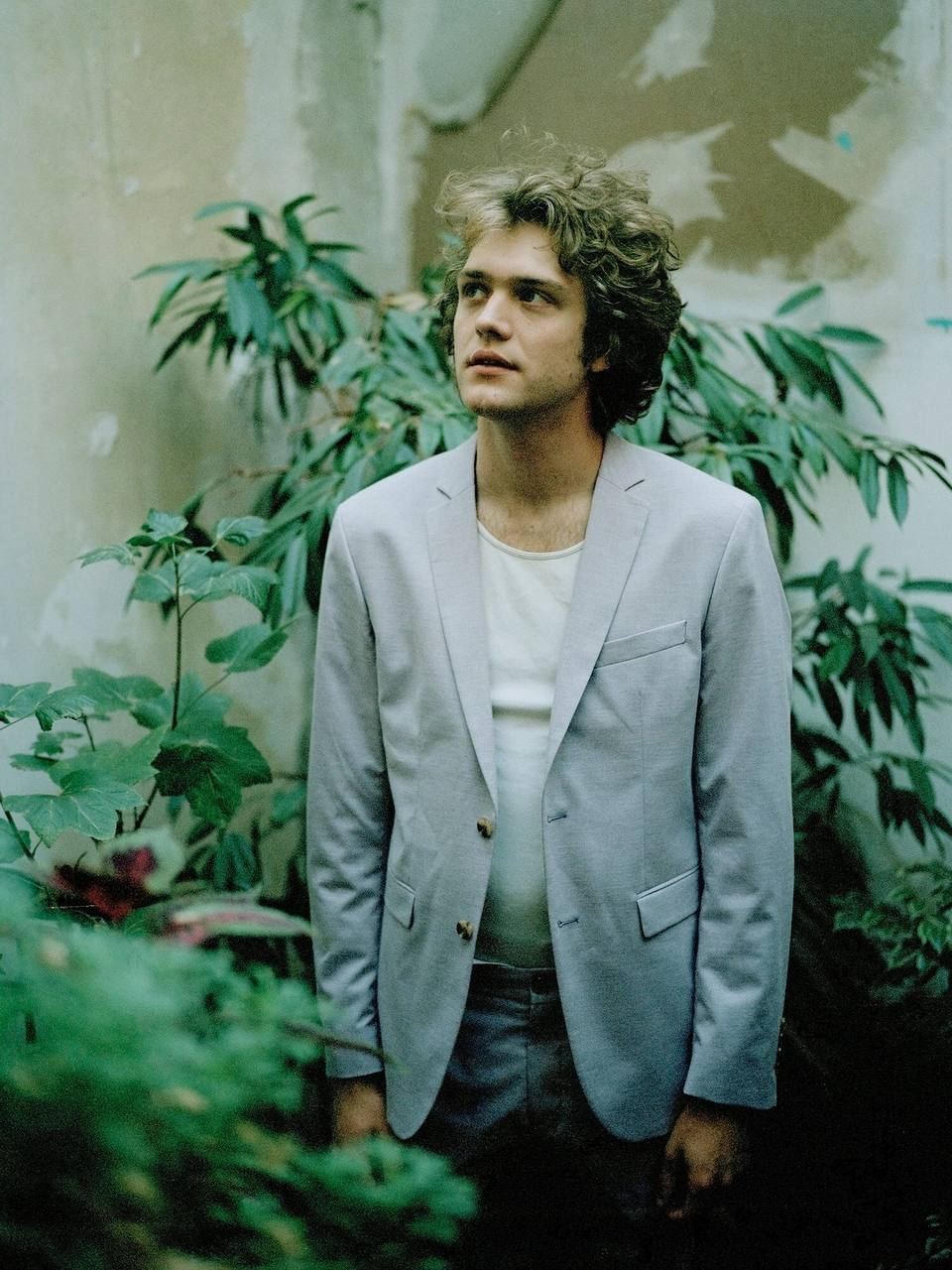
Dennis Svensson (2025)

Dennis Svensson (* 26. Februar 1996 in Hamburg) ist ein deutscher Schauspieler.

## Leben
Dennis Svensson wurde 1996 in Hamburg geboren. Schon während seiner Schulzeit spielte er in der Theater-AG des Wolfgang-Borchert-Gymnasiums in Halstenbek, wo er 2015 sein Abitur ablegte. Seine ersten Erfahrungen mit dem Theater machte er 2012 am Hamburger Thalia Theater in verschiedenen Jugendproduktionen. Von 2017 bis 2021 studierte er Schauspiel an der Theaterakademie der Hochschule für Musik und Theater Hamburg.

## Karriere
Seine Karriere begann Dennis Svensson 2019 am St. Pauli Theater in der Titelrolle von Florian Zellers Der Sohn (Regie: Ulrich Waller). Er spielte am Thalia Theater in Die rote Zora (Regie: Thomas Birkmeir) und in Produktionen des f.e.t.t. Kollektivs im Hamburger Gängeviertel.
Seit Abschluss seines Studiums arbeitet Dennis Svensson als freiberuflicher Schauspieler am Theater und tritt in Fernsehproduktionen auf. Er spielte u. a. am Berliner Ensemble in Der Weg zurück (Regie: David Bösch), in Vögel (Regie: Robert Schuster) sowie in Endstation Sehnsucht (Regie: Michael Thalheimer). 2022 verkörperte er den Jörg Jensen in der RTL+ Mini-Serie The Legend of Wacken. Außerdem war er bereits in verschiedenen Tatort- und Krimi-Produktionen zu sehen. Am St. Pauli Theater spielt er neben Johanna Christine Gehlen, Mechthild Großmann, Nabil Pöhls und Michael Rotschopf in James Brown trug Lockenwickler (Regie: Ulrich Waller).

## Theater
- 2013–2017: Jugendperformancegruppe am Thalia Theater Hamburg – Regie: Alina Gregor (Thalia Theater Hamburg)
- 2016: Räubern – Regie: Martin Kreid (Ernst-Deutsch-Theater Hamburg)
- 2018: Onkel Wanja – Regie: Niels-Peter Rudolph (Hochschule für Musik und Theater Hamburg)
- 2019: Penthesilea – Regie: Charlotte Kleist (Hochschule für Musik und Theater Hamburg)
- 2019–2020: Der Sohn – Regie: Ulrich Waller (St. Pauli Theater)
- 2020: Lasst mich in Ruhe – Regie: Ulrich Waller (St. Pauli Theater)
- 2021–2022: Der Weg zurück – Regie: David Bösch (Berliner Ensemble)
- 2022: Vögel – Regie: Robert Schuster (Berliner Ensemble)
- 2022: Endstation Sehnsucht – Regie: Michael Thalheimer (Berliner Ensemble)
- 2023–2024: James Brown trug Lockenwickler – Regie: Ulrich Waller (St. Pauli Theater)

## Filmografie (Auswahl)
- 2016: Unter anderen Umständen „Liebesrausch“
- 2017: Tod eines Mädchens
- 2017: Pillen und Propheten
- 2018: Wind(s)stärke
- 2019: Die verschwundene Familie
- 2019: Das Geheimnis des Totenwaldes
- 2020: In aller Freundschaft
- 2020: Soko Hamburg
- 2021: Tatort Kiel „Borowski und das hungrige Herz“
- 2021: Morden im Norden
- 2021: Balconies
- 2021: Nord bei Nordwest „Wilde Hunde“
- 2022: Wir sind dann wohl die Angehörigen
- 2022: Tatort Köln „Des anderen Last“
- 2022: The Legend of Wacken
- 2022: Großstadtrevier
- 2023: Die jungen Ärzte
- 2023: Il Mostro di Firenze (Netflix IT)
- 2023: Bettys Diagnose
- 2023: Soko Wismar
- 2024: Alter Weißer Mann

### Musikvideos
- Milky Chance Living in a Haze[4]

## Auszeichnungen / Nominierungen
- 2024 Theaterpreis Hamburg – Rolf Mares für die „Herausragende Darstellung“ der Rolle Celine Dion in James Brown trug Lockenwickler – Regie: Ulrich Waller (St. Pauli Theater)
- 2024 Boy-Gobert-Preis – Auszeichnung für Nachwuchsschauspieler an Hamburger Bühnen